# Kousséri

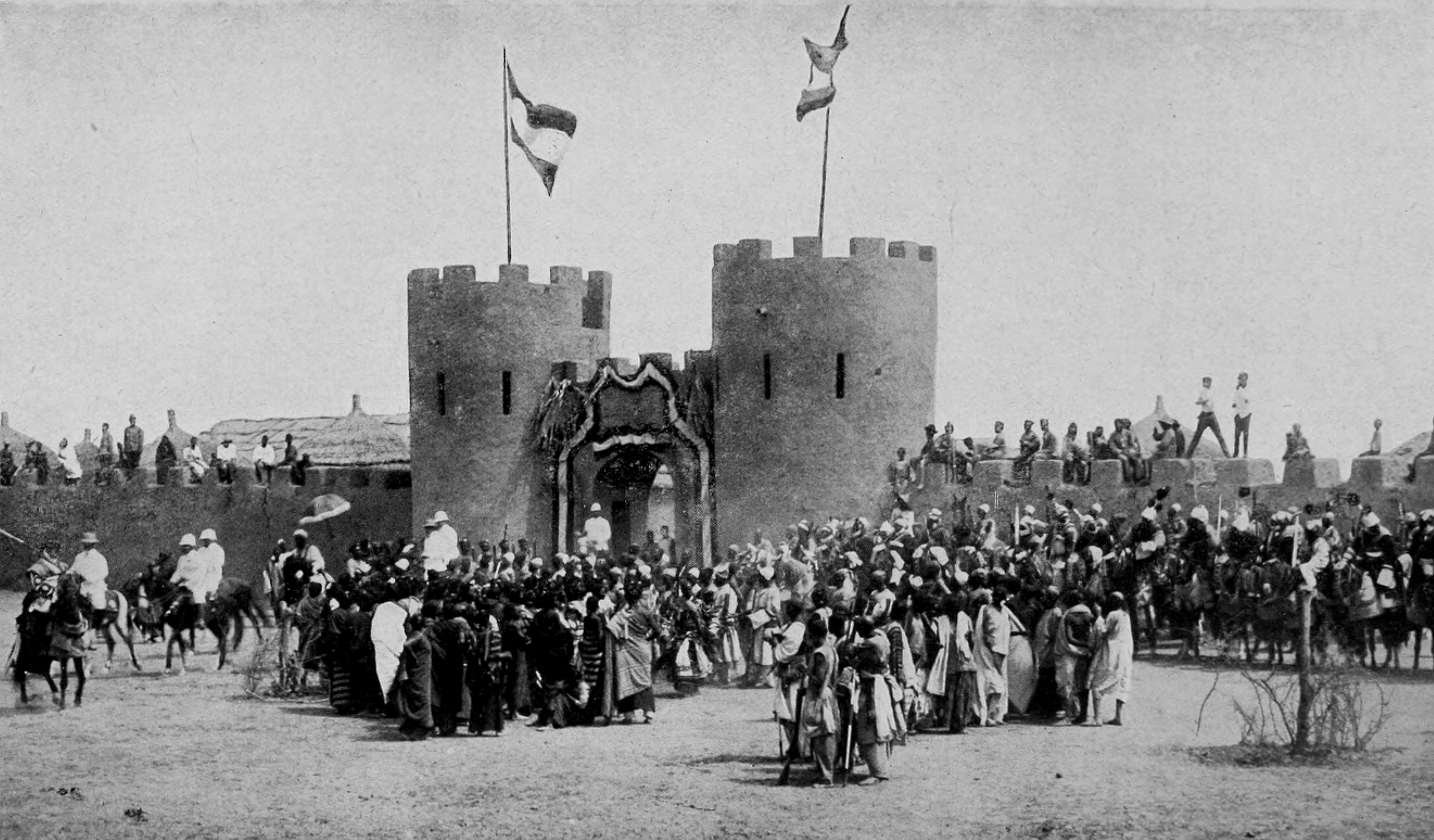
Deutsche Station in Kousséri um 1910

Kousséri (deutsch auch Kusseri; 1915–1960: Fort-Foureau) ist eine Stadt in Kamerun mit 89.123 Einwohnern (2005). Sie ist Hauptstadt des Départements Logone-et-Chari.

## Geografie
Kousséri liegt in der nördlichen Spitze Kameruns, in der Region Extrême-Nord auf einer Höhe von 293 Metern. Sie befindet sich in einer Schleife des Schari und des Logone, der hier in den Schari mündet. Gegenüber der Mündung liegt die Millionenstadt N’Djamena im Tschad.

## Geschichte
Die Geschichte Kousséris reicht bis mindestens in die Kultur der Sao zurück. Der aktuelle Name ist arabischen Ursprungs und abgeleitet von Qussur (قصور, „Schlösser“). Im 16. Jahrhundert wurde es eine islamisierte Vasallenstadt des Königreichs Kanem-Bornu.
Am 22. April 1900 war die Stadt Schauplatz der Schlacht bei Kousséri zwischen dem afro-arabischen Warlord Rabih az-Zubayr, der 1893 Bornu unterworfen hatte, und französischen Kolonialtruppen unter Oberst Amédée-François Lamy. Beide Truppenführer fanden in der Schlacht den Tod. Die letztlich siegreichen französischen Truppen besetzten die Stadt und übergaben sie ein Jahr später an die deutsche Schutztruppe.
Seitdem gehörte Kousséri zur Kolonie Kamerun und wurde 1903 Sitz der Residentur der Deutschen Tschadseeländer (bis 1913). Nach dem Prinzip der indirekten Herrschaft blieb der lokale Machthaber (Miarre) auch unter deutscher Verwaltung im Amt, war aber de facto an die Weisungen der Residentur gebunden. Am Anfang des Ersten Weltkriegs war in Kousséri ein kleiner deutscher Posten eingerichtet. Aufgrund des nahegelegenen französischen Forts Lamy befand sich die deutsche Seite in einer unterlegenen Position. Den etwa 30 Angehörigen der Schutztruppe standen über 200 französische Kolonialsoldaten gegenüber. Dennoch konnten bis Ende September 1914 alle Angriffe auf Kousséri abgewehrt werden, bevor sich die Verteidiger nach Mora zurückzogen.
Die Stadt hieß von 1915 bis 1960 Fort-Foureau: nach Fernand Foureau, der mit Amédée-François Lamy die Mission Foureau-Lamy durch Afrika angeleitet hatte.

## Infrastruktur
Kousséri ist ein bedeutender Handelsplatz für Waren aus dem Nachbarland.
In Kousseri enden sowohl die längste Nationalstraße Kameruns, die N1, als auch die Provenzialstraße P28. Eine Brücke über den Grenzfluss Logone führt zur nahen tschadischen Hauptstadt N’Djamena.

## Bevölkerung
Die Mehrheit der Bevölkerung spricht Arabisch, ein Großteil von ihnen kommen aus dem benachbarten Tschad und wird auch als Schua-Araber bezeichnet.
Die Stadt ist in der jüngeren Vergangenheit sehr schnell gewachsen. Der Zensus im Jahr 2005 ergab 89.123 Einwohner für die eigentliche Stadt und 101.246 für das Arrondissement.
| Jahr          | Einwohner |
| ------------- | --------- |
| 1976 (Zensus) | 12.456    |
| 1987 (Zensus) | 53.713    |
| 2005 (Zensus) | 89.123    |